# 2018年アメリカ合衆国上院議会議員選挙 (コネチカット州)
2018年アメリカ合衆国上院議会議員選挙 (コネチカット州） は、コネチカット州代表のアメリカ合衆国上院議員 (senator) を選出する選挙である。本選挙は2018年11月6日に行われ、同日に、アメリカ合衆国上院議会議員選挙 、アメリカ合衆国下院議会議員選挙 、ならびに各地方選挙が行われる。 民主党所属の現職、クリス・マーフィーは2期目を目指し立候補を表明している。
予備選挙の立候補届出の締め切り日は2018年6月12日で、投票は8月14日に行われる予定である。

## 民主党 (予備選挙)

### 候補者

#### 立候補表明者 (表明順)
- アンマリエ・アダムス,ジャーナリスト[2]
- クリス・マーフィー,現職上院議員[3]

## 共和党 (予備選挙)

### 候補者

#### 立候補表明者
- マシュー・コーリー,ビジネスマン[4]
- ドミニク・ラピニ,ビジネスマン[5]

#### 立候補が取り沙汰されている人物
- トニー・ホワン,州上院議員[6]

#### 立候補辞退者
- グレッチェン・カールソン-元 FOXニュース アンカー 元ミス・アメリカ[7][8]

## 本選挙

### 予測
| 調査機関                    | 評価    | 調査日         |
| --------------------------- | ------- | -------------- |
| The Cook Political Report   | Solid D | 2017年11月14日 |
| Rothenberg Political Report | Solid D | 2017年11月14日 |
| Sabato's Crystal Ball       | Safe D  | 2017年11月15日 |